# Igreja de São Lourenço de Carnide

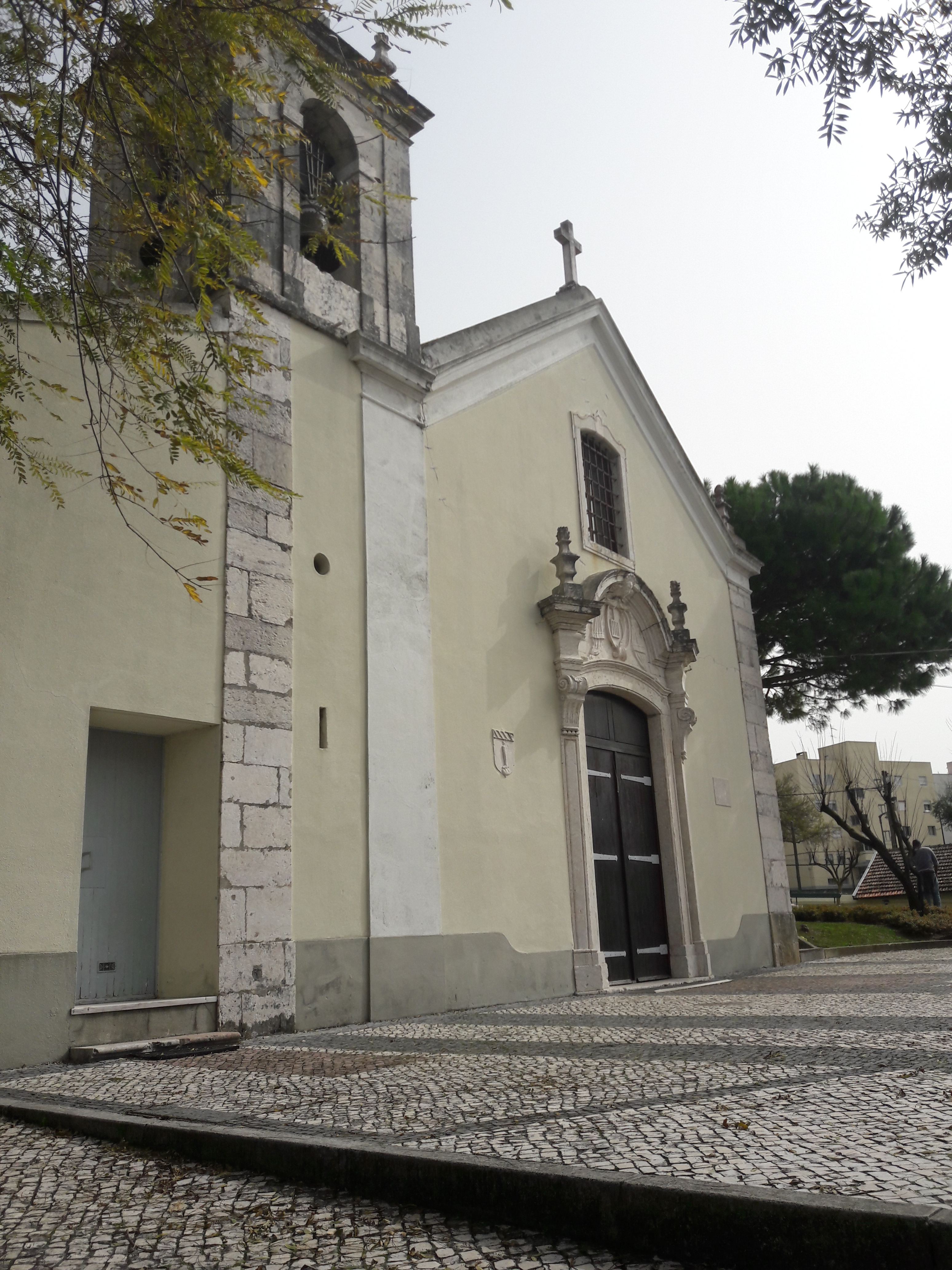
Igreja de São Lourenço de Carnide

A Igreja de São Lourenço de Carnide é uma Igreja localizada na Estrada da Pontinha, em Lisboa. Encontra-se junto ao Centro Paroquial de Carnide.
O lugar de Carnide, que faz parte agora da capital portuguesa, é muito antigo; existia, já povoado e cultivado, no meado do século XIII.

## História
O mosteiro de S. Vicente possuía aqui uma vinha e uma herdade, como se lê nas inquirições do reinado de D. Afonso III. Por esse documento, importante para a história de Lisboa e seus termos, se vê que em tão remota época já nestes lugares de Carnide, Charneca, Queluz, Falagueira, Odivelas, Palma e Telheiras havia culturas, vinhas e povoados que contribuíam para o rei, para as ordens militares, e para os grandes mosteiros.
Em 1342, o bispo de Lisboa, D. João, mandou edificar a igreja a honra de S. Lourenço, por Pedro Sanches, chantre da sua sé, e a deu a seu capelão João Dor. Era já igreja paroquial no século XIV.
Em meio de amplo terreiro, murado, orlado de oliveiras, com larga vista de campos e colinas ergue-se a igreja com o seu campanário, em linhas de singela construção. A orientação e disposição da igreja é antiga, todavia pouco se vê do seu estado primitivo.

## Descrição
Está bem reparada, de há poucos anos.
É um templo alegre, com as suas obras de talha dourada, as paredes forradas com azulejos, de azul sobre branco, em grandes quadros, alusivos à vida de S. Lourenço.
Tem cinco altares, o maior, o de Senhora do Rosário, do Crucificado, de S. Miguel, e o de Jesus-Maria-José.
No altar-mor há um quadro bom, o lavapedes, mal restaurado, infelizmente; algumas campas com letreiros no chão da capela-mor; duas pias de água benta que são dois capiteis do século XIV, escavados; na sacristia um arcaz de boa madeira, com metais bem cinzelados.
O terreiro ao redor da igreja era dantes o cemitério; campas e ossadas foram removidas para o cemitério dos Arneiros (Benfica). Ficou apenas uma grande pedra, com inscrição latina, que era o túmulo de José João de Pinna de Soveral e Barbuda, falecido em 1710.
Para o novo cemitério de Benfica foi removida a campa de D. Anna Maria Guido, marquesa de Ravara, falecida em 1752.
No alto de um cunhal, do lado do sul, está uma pedra com letreiro em caracteres góticos (século XV, talvez) que diz: - Esta sepultura é de Luís d’Abreu e de todos seus herdeiros.
Na capela-mor há bastantes campas.
- Sepultura de João da Costa de Mendonça e de quem nela se quiser enterrar.
- Sepultura de Francisco Jorge e de sua mulher e de seus herdeiros… de 1569.
- Sepultura de George Pires e de sua mulher e herdeiros. 1616.
- Sepultura de Jozeph da Costa e de sua mulher Catarina da Costa a qual faleceu a 28 de Outubro de 1718 e para todos os seus herdeiros.
- Sepultura de Guilherme Street Arriaga Brum da Silveira e Cunha e família. 28 de Outubro de 1826. P. N. A. M.
- Esta sepultura mandou fazer João Correa para se enterrar nela e seus herdeiros.
- Sepultura do António de Almeida e seus herdeiros faleceu a 14 de Maio de 1601 anos.
- Sepultura de Luiz Ramalho Pre… e de sua mulher Francisca de Almada Tiba e de seus herdeiros faleceu a X d. de Junho de 1637.
- Sepultura de Bastião criado de S. M. e de seu herdeiro. Faleceu a 5 de Outubro de 1796.
- Sepultura do P.e H.mo Machado cura que foi nesta igreja muitos anos e do seu herdeiro.
- Sepultura perpetua de Simão Moreira e sua mulher Domingas Francisca e de seus herdeiros a qual lhe mandou pôr seu filho o P.o Luiz Moreira. 1678.
- Sepultura de Lianor Jorze mulher que foi de Luiz Glz d'Oliveira provedor dos contos do reino faleceu a 21 de Outubro de 1567, e de seus herdeiros.

Na frontaria da igreja está uma inscrição referente à fundação; e uma pedra com escudo de armas que não sei explicar; não me parece português, nem espanhol esse curioso brasão em que se vê uma perna com bota, por baixo de uma estrela.